# اصمت وقد
شت أب أند درايف هي أغنية سجلتها المغنية البربادوسية ريانا لألبومها الإستديو الثالث، قوود قيرل قون باد (2007). صدرت كأغنية منفردة ثانية للألبوم. صدرت الأغنية على الراديو الأمريكي يوم 12 يونيو، 2007، وصدرت فعلياً يوم 27 أغسطس، 2007، في المملكة المتحدة. الأغنية من كتابة كارل ستوركن، إيفان روجرز، برنار سمنر، بيتر هوك، ديفد موريس، جيليان جيلبرت، ومن إنتاج كارل ستوركن وإيفان روجرز. «شت أب أند درايف» هي أغنية آر أند بي ونيو ويف، التي تضم بشكل كبير على أنماط موسيقية من السبعينات والثمنينات.

## الأداء التجاري
في الولايات المتحدة، دخلت «شت أب أند درايف» لأول مرة المركز الثامن والثمانين الرسم البياني الأمريكي بيلبورد هوت 100، وبلغت ذروتها في المركز الخامس عشر بعد عدة أسابيع لاحقه. الأغنية فشلت في تحقيق نجاح مطابق لأغنية ريانا المنفردة السابقة «أمبريلا». الأغنية وصلت إلى المركز الأول على الرسم البياني الأمريكي لأغاني الدانس كلوب، لتصبح سادس أغنية لريانا تصل إلى المركز الأول على هذا الرسم البياني. حصلت الأغنية على شهادة البلاتينيوم من قبل رابطة صناعة التسجيلات الأمريكية لشحن أكثر من 1,000,000 نسخة. في أوروبا، حققت الأغنية نجاحاً معتدلاً. بلغت ذروتها في المراكز العشرة الأولى في ثمانية بلدان أخرى من بينها المجر، وأيرلندا، وألمانيا، وإيطاليا. دخلت «شت أب أند درايف» لأول مرة الرسم البياني البريطاني يوم 28 يوليو، 2007، في المركز الخامس والستين. بعد ستة أسابيع، الأغنية بلغت ذروتها في المركز الخامس. باعت الأغنية أكثر من 230,000 نسخة في المملكة المتحدة.

## الجوائز والترشيحات
| السنة | الحفل                                        | البلد المضيف          | الفئة                  | النتيجة | المصادر |
| ----- | -------------------------------------------- | --------------------- | ---------------------- | ------- | ------- |
| 2007  | جوائز تين تشويس                              |                       | اختيار أغنية الصيف     | رُشِّح     | [ 5 ]   |
| 2008  | جوائز بربادوس الموسيقية                      |                       | أفضل فيديو مصور - أنثى | فوز     | [ 6 ]   |
| 2008  | جوائز إم تي في بلاتينيوم لأكثر فيديو تم عرضه |                       | بلاتينيوم              | فوز     | [ 7 ]   |
| 2008  | جوائز بيبول تشويس                            | أغنية آر أند بي مفضلة | فوز                    | [ 8 ]   |         |

## الصيغ وقائمة الأغاني
| أسطوانة فونوگراف أوروبية جانب أ 1. «شت أب أند درايف» (وايدبويز كلوب مكس) – 6:36 جانب ب 1. «شت أب أند درايف» (نسخة الراديو) – 3:32 2. «شت أب أند درايف» (اللحن) – 3:32 | أسطوانة منفردة بريطانية 1. «شت أب أند درايف» (نسخة الراديو) – 3:32 2. «شت أب أند درايف» (وايدبويز كلوب مكس) – 6:36 أسطوانة منفردة مصغرة أوروبية 1. «شت أب أند درايف» (نسخة الراديو) – 3:32 2. «شت أب أند درايف» (وايدبويز كلوب مكس) – 6:36 3. «شت أب أند درايف» (اللحن) – 3:32 4. «شت أب أند درايف» (الفيديو) – 3:59 |

## الرسوم البيانية
| المخطط (2007-2008)                            | المركز | المصادر |
| --------------------------------------------- | ------ | ------- |
| أستراليا (ARIA)                               | 4      | [ 12 ]  |
| النمسا (Ö3 Austria Top 40)                    | 31     | [ 13 ]  |
| بلجيكا (Ultratop 50 Flanders)                 | 9      | [ 14 ]  |
| بلجيكا (Ultratop 50 Wallonia)                 | 12     | [ 15 ]  |
| كندا (Canadian Hot 100)                       | 6      | [ 16 ]  |
| جمهورية التشيك (IFPI)                         | 28     | [ 17 ]  |
| الدنمارك (Tracklisten)                        | 33     | [ 18 ]  |
| فنلندا (Suomen virallinen lista)              | 3      | [ 19 ]  |
| ألمانيا (Media Control Charts)                | 6      | [ 20 ]  |
| المجر (Rádiós Top 40)                         | 4      | [ 21 ]  |
| المجر (Dance Top 40)                          | 16     | [ 21 ]  |
| المجر (Single Top 10)                         | 10     | [ 21 ]  |
| أيرلندا (IRMA)                                | 5      | [ 22 ]  |
| إيطاليا (FIMI)                                | 8      | [ 23 ]  |
| هولندا (Mega Single Top 100)                  | 7      | [ 24 ]  |
| نيوزيلندا (Recorded Music NZ)                 | 12     | [ 25 ]  |
| النرويج (VG-lista)                            | 13     | [ 26 ]  |
| سلوفاكيا (IFPI)                               | 8      | [ 27 ]  |
| السويد (Sverigetopplistan)                    | 31     | [ 28 ]  |
| سويسرا (Schweizer Hitparade)                  | 14     | [ 29 ]  |
| المملكة المتحدة (The Official Charts Company) | 5      | [ 30 ]  |
| الولايات المتحدة (Billboard Hot 100)          | 15     | [ 31 ]  |
| الولايات المتحدة (Billboard Adult Pop Songs)  | 33     | [ 32 ]  |
| الولايات المتحدة (Billboard Dance Club Songs) | 1      | [ 33 ]  |
| الولايات المتحدة (Billboard Digital Songs)    | 9      | [ 34 ]  |
| الولايات المتحدة (Billboard Pop Songs)        | 11     | [ 35 ]  |
| الولايات المتحدة (Billboard Radio Songs)      | 54     | [ 36 ]  |

| المخطط (2007)                                 | المركز | المصادر |
| --------------------------------------------- | ------ | ------- |
| أستراليا (ARIA)                               | 44     | [ 37 ]  |
| بلجيكا (Ultratop 50 Flanders)                 | 76     | [ 38 ]  |
| بلجيكا (Ultratop 50 Wallonia)                 | 71     | [ 39 ]  |
| المجر (Rádiós TOP 100)                        | 56     | [ 40 ]  |
| هولندا (Mega Single Top 100)                  | 55     | [ 41 ]  |
| المملكة المتحدة (The Official Charts Company) | 32     | [ 42 ]  |
| الولايات المتحدة (Billboard Hot 100)          | 90     | [ 43 ]  |
| الولايات المتحدة (Billboard Digital Songs)    | 45     | [ 44 ]  |

## الشهادات
| الدولة           | المزود         | الشهادات  | المبيعات  | المصادر |
| ---------------- | -------------- | --------- | --------- | ------- |
| أستراليا         | (ARIA)         | قولد      | 35,000    | [ 45 ]  |
| البرازيل         | (ABPD)         | بلاتينيوم | 40,000    | [ 46 ]  |
| الدنمارك         | (IFPI Denmark) | قولد      | 7,500     | [ 47 ]  |
| المملكة المتحدة  | (BPI)          | سلفر      | 200,000   | [ 48 ]  |
| الولايات المتحدة | (RIAA)         | بلاتينيوم | 1,000,000 | [ 49 ]  |

## تاريخ الإصدار
| الدولة           | التاريخ         | نوع الإصدار            | الشركة المنتجة   | المصادر |
| ---------------- | --------------- | ---------------------- | ---------------- | ------- |
| الولايات المتحدة | 12 يونيو، 2007  | كونتيمبوراري هيت راديو | ديف جام إس آر بي | [ 50 ]  |
| الولايات المتحدة | 19 يونيو، 2007  | ريذمك راديو            | ديف جام إس آر بي | [ 51 ]  |
| المملكة المتحدة  | 27 أغسطس، 2007  | أسطوانة منفردة         | ميركوري          | [ 52 ]  |
| ألمانيا          | 29 فبراير، 2008 | أسطوانة منفردة         | يونيفرسال        | [ 53 ]  |
| ألمانيا          | 29 فبراير، 2008 | أسطوانة مصغرة          | يونيفرسال        | [ 54 ]  |